# 井澤勇治
井澤 勇治（いざわ ゆうじ、1952年 <昭和27年> - ）は、日本の地方公務員。東京都知事秘書部長、東京都生活文化局長を歴任。瑞宝双光章受章。

## 経歴
大分県別府市生まれ。1975年 慶応義塾大学法学部政治学科卒業後、ビクター音楽産業に入社した。退職後、様々な職を経て1979年、東京都庁総務局に入職した。衛生局長秘書、福永正通副知事秘書、行政改革推進室監理団体指導課長及び組織管理課長、総務局総務課長、東京しごと財団事務局長、石原慎太郎都知事秘書部長、知事本局次長(報道担当理事兼務）を経て、2011年7月に並木一夫の後任として生活文化局長に就任した。東京都美術館の改修、NPO法人制度の改変、女性の活躍推進やDV対策、高齢者を狙った悪質商法など消費者被害防止対策、私学助成、小中学校の校舎耐震化等に取り組んだ。2012年6月、小林清を後任として同職、東京都庁を退職した。
都庁退職後、東京港埠頭(株)副社長、東京都中小企業振興公社理事長、明治安田生命保険相互会社顧問、私立専門学校等評価研究機構理事長を務めた。現在、NPO法人職業教育評価機構理事長。

## 著作
- 「秘書が見た都知事の素顔 　石原慎太郎と歴代知事」 (芙蓉書房出版) [5]
- 『「寅さん」と、旅と俳句と山頭火』 弥次喜多へんろ道中記（芙蓉書房出版）

## 栄典
- 2024年4月 - 令和6年春の叙勲で瑞宝双光章を受章[6]